# Fjodor Iwanowitsch Iordan

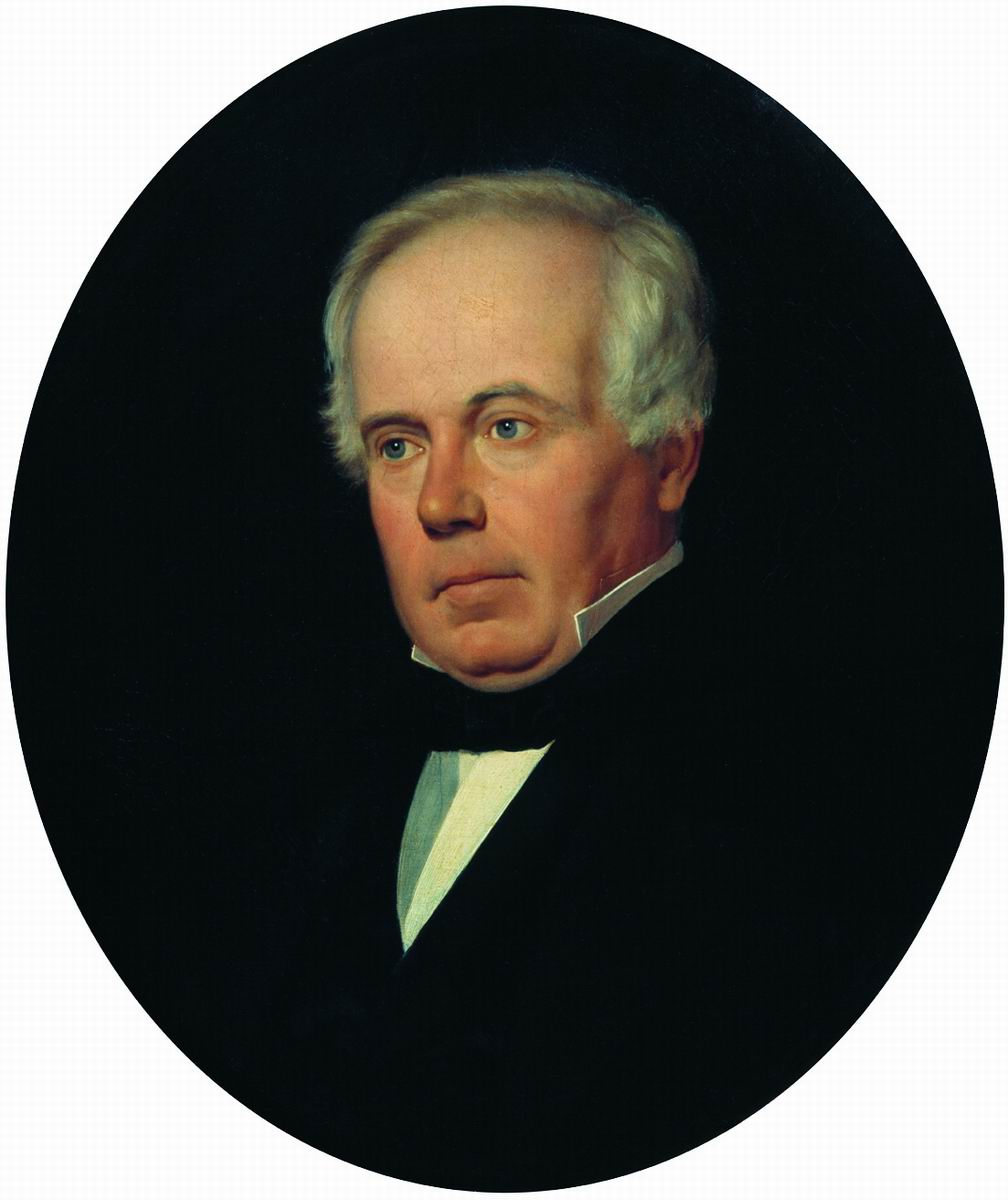
Bildnis von Fjodor Iwanowitsch Iordan; Sergei Konstantinowitsch Sarjanko 1855

Fjodor Iwanowitsch Iordan (russisch Фёдор Иванович Иордан; * 13. Augustjul. / 25. August 1800greg. in Pawlowsk, Gouvernement Sankt Petersburg, Russisches Kaiserreich; † 19. Septemberjul. / 1. Oktober 1883greg. in Sankt Petersburg, Russisches Kaiserreich) war ein russischer Graveur, Kupferstecher, Professor und Rektor der Russischen Akademie der Künste.

## Leben
Fjodor Iwanowitsch Iordan studierte von 1819 bis 1824 an der Russischen Akademie der Künste in Sankt Petersburg, wo er Schüler von Nikolai Utkin (1780–1863) war. Von September 1830 studierte er in Paris bei Théodore Richomme (1785–1849), wechselte dann, aufgrund der Julirevolution, nach London, wo er im September 1831 eintraf. Zwischen Frühjahr 1835 und 1850 lebte er in Rom.
1844 wurde er Akademiemitglied der Russischen Akademie der Künste, 1850, nach seiner Rückkehr aus Italien, ebenda Professor und schließlich 1871 deren Rektor. Fjodor Iordan war mit dem ukrainischen Dichter und Maler Taras Schewtschenko vertraut und beriet diesen in den Jahren 1858 bis 1861 bei der Erstellung seiner Radierungen. Laut Brockhaus-Efron war Iordan einer der besten russischen Kupferstecher.
Iordan starb 1883 und wurde auf dem Smolensker Friedhof in Sankt Petersburg beigesetzt.

## Ehrungen
- 1869 Orden des Heiligen Wladimir dritter Klasse[2]
- 1874  Orden der Heiligen Anna 1. Klasse[2]